# My Way (альбом Віллі Нельсона)
My Way — шістдесят восьмий сольний студійний альбом американського співака Віллі Нельсона, представлений 14 вересня 2018 року під лейблом Legacy Recordings. Платівка є першим триб'ютом Нельсона Френку Сінатрі, який був його близьким другом. За цю роботу Нельсон отримав премію «Греммі» у номінації «Найкращий вокальний альбом у стилі традиційного попу», що стала його тринадцятою премією.

## Список пісень
| My Way | My Way                                                | My Way                           | My Way     |
| #      | Назва                                                 | Автор                            | Тривалість |
| ------ | ----------------------------------------------------- | -------------------------------- | ---------- |
| 1.     | «Fly Me to the Moon»                                  | Барт Говард                      | 2:44       |
| 2.     | «Summer Wind»                                         | Гайнц Меєр, Джонні Мерсер        | 3:23       |
| 3.     | «One for My Baby (And One More for the Road)»         | Гарольд Арлен, Мерсер            | 3:59       |
| 4.     | «A Foggy Day»                                         | Джордж Гершвін, Айра Гершвін     | 2:57       |
| 5.     | «It Was a Very Good Year»                             | Ервін Дрейк                      | 3:56       |
| 6.     | «Blue Moon»                                           | Річард Роджерс, Лоренц Гарт      | 2:37       |
| 7.     | «I'll Be Around»                                      | Алек Вайлдер                     | 2:59       |
| 8.     | «Night and Day»                                       | Коул Портер                      | 2:48       |
| 9.     | «What Is This Thing Called Love?» (за уч. Нори Джонс) | Портер                           | 2:27       |
| 10.    | «Young at Heart»                                      | Джонні Річардс , Керолін Лей     | 2:46       |
| 11.    | «My Way»                                              | Пол Анка, Клод Франсуа, Жак Рево | 4:49       |
| 35:25  |                                                       |                                  |            |

## Чарти
| Чарт (2018)                                  | Найвища позиція |
| -------------------------------------------- | --------------- |
| Австрія Austrian Albums (Ö3 Austria)         | 58              |
| Шотландія Scottish Albums (OCC)              | 31              |
| Швейцарія Swiss Albums (Schweizer Hitparade) | 75              |